# Tinódi Ház

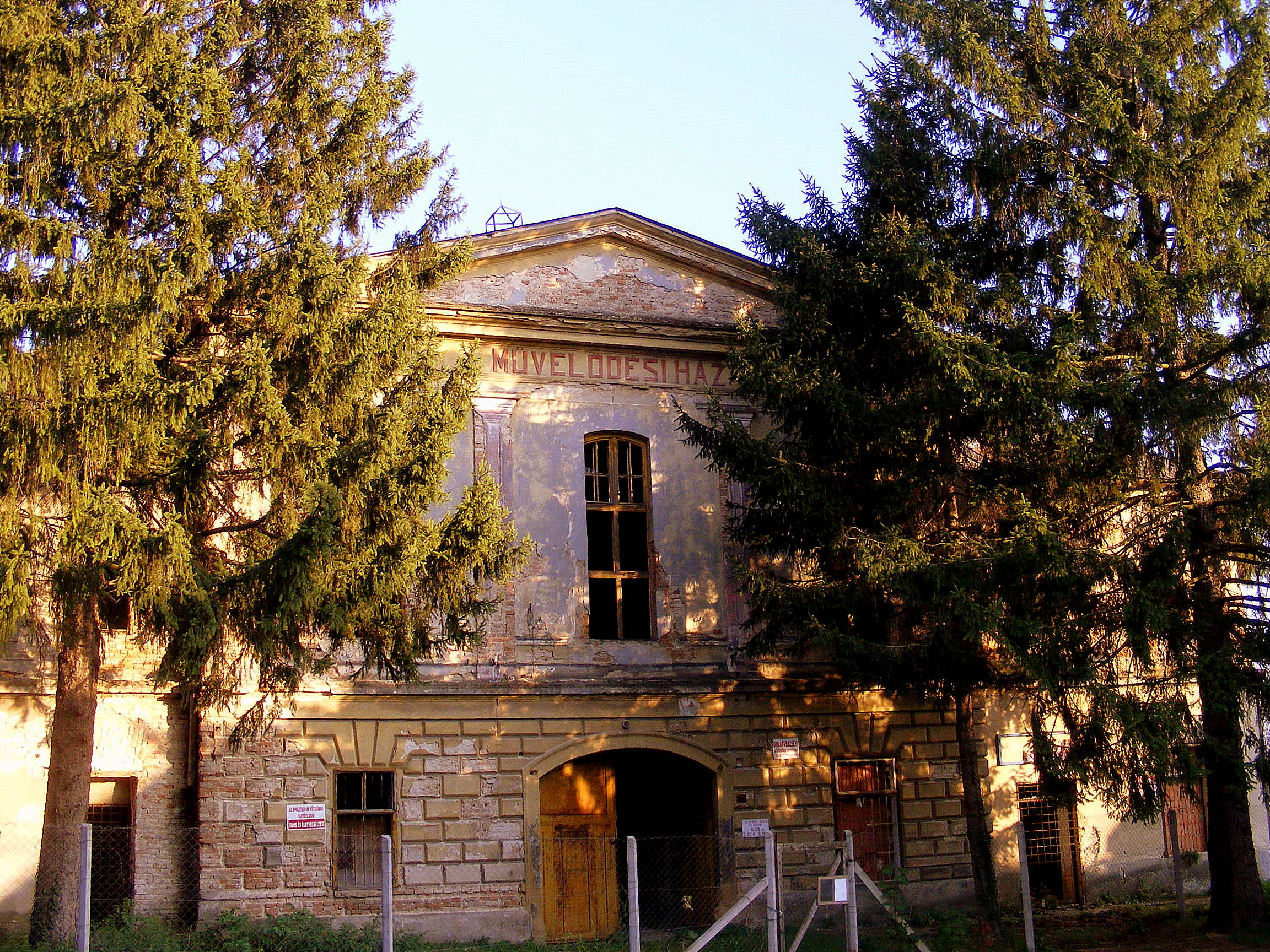
A volt Korona szálló

A dombóvári Tinódi Ház (Tinódi Művelődési Ház), Dombóvári Művelődési Ház, Könyvtár és Helytörténeti Gyűjtemény (rövidítve: Dombóvári Kulturális Szolgáltató Központ) néven is ismert 2021 óta.

## Története
A dombóvári Korona szálló 1781 körül létesült, az államosítások után művelődési házként működött tovább. Még az 1950-60-as években is szórakozóhely volt. 1979. április 3-án adták át az új Művelődési Házat. Az új intézmény neve Városi Könyvtár és a Művelődési Ház lett. 1993. január 1-jén különváltak, de egy épületben maradtak. 1996-ban Dombóvár önkormányzata a Művelődési Ház nonprofit gazdasági társasággá való átalakításáról határozott. 1997. január 1-jén megalakult a Dombóvári Művelődési Ház Közösségi Szolgáltató Közhasznú Társaság. 1998-ban kapott közhasznú minősítést . 2009-től nonprofit kft.-ként működik tovább. 2010. november 19-én fejeződött be az épület felújítása. 2021. január 1-jétől Dombóvári Művelődési Ház, Könyvtár és Helytörténeti Gyűjtemény (rövidítve: Dombóvári Kulturális Szolgáltató Központ )-ra változott a neve.

## Díjak, elismerések
- Dombóvár Elismert Közössége Díj - 2019

## Külső hivatkozások
- Tinódi Ház, Dombóvári Művelődési Ház
- Céginformáció